# Хомо деус: кратка историја сутрашњице
Хомо деус: кратка историја сутрашњице (хебрејски: ההיהוריה של המחר) је књига коју је написао израелски аутор Јувал Ноа Харари, професор на Хебрејском универзитету у Јерусалиму. Књига је први пут објављена 2015. године на хебрејском језику, док је верзија на енглеском језику објављена у септембру 2016. у Великој Британији и у фебруару 2017. у Сједињеним Америчким Државама. На срспки језик преведена је у септембру 2018. године.
Као и у претходнику, Сапијенс: кратка историја човечанства, Харари и у овом делу подсећа на ток историје, док у исто време описује догађаје и индивидуално људско искуство, као и етичка питања везана за сопствена историјска истраживања. Међутим, Хомо деус се више бави способностима које су људи (хомосапијенси) стекли током свог постојања и развијања у доминантну врсту. Књига описује тренутне способности и достигнућа човечанства и покушава да ослика могуће стање у будућности. Потежу се многа филозофска питања, као што су људско искуство, индивидуализам, људске емоције и свест.

## Сажетак
Књига се бави истраживањем могућих путева којима ће се хомосапијенс у будућности кретати. Премиса је да ће током 21. века човечанство вероватно тежити ка остваривању бесмртности, блаженства и божанских моћи. У читавој књизи, на основу прошлости и садашњости, Харари отворено спекулише о различитим начинима на које би се ова амбиција могла остварити у будућности.

### Хомосапијенс осваја свет
- Први дeо књиге истражује однос између људи и других животиња, посвећујући посебну пажњу факторима који су довели до доминације сапијенса.

### Хомосапијенс даје смисао свету
- Од говорне/језичке револуције пре неких 70.000 година, људи живе унутар „интерсубјективне стварности”, као што су државе, границе, религија, новац и компаније, све створене да омогуће велику, флексибилну сарадњу између различитих појединачних људских бића. Човечанство од животиња издваја способност да верује у ове интерсубјективне конструкције које постоје само у људском уму и којима се даје снага кроз колективно веровање.
- Огромна способност човечанства да да смисао својим акцијама и мислима је оно што је омогућило многа достигнућа.
- Харари тврди да је хуманизам форма религије која обожава човечанство уместо бога. Она ставља човека и његове жеље као главни приоритет у свету, у којем су људи сами обликовани као доминантна бића. Хуманисти верују да су етика и вредности изведене унутар сваког појединца, а не из спољашњег извора. Током 21. века, Харари сматра да хуманизам може подстаћи људе да траже бесмртност, срећу и моћ.

### хомосапијенс губи контролу
- Технолошки развој угрозио је непрекидну способност људи да дају смисао својим животима; Харари сугерише могућност замене човечанства са супер-човеком или „хомодеусом”, односно људским божанством са обдареним способностима као што је вечни живот.[2]
- Последње поглавље представља могућност да су људи заправо алгоритми, те као такви, хомосапијенси можда неће бити доминантна врста у универзуму где велики подаци постају парадигма.
- Књига се затвара следећим питањем које се упућује читаоцу:  „Шта ће се десити с друштвом, политиком и свакодневним животом када нас несвесни, али високоинтелигентни алгоритми буду познавали боље него што сами познајемо себе?”[3]

## Награде и признања
- Часопис Тајм уврстио је Хомо деуса у његових десет најбољих књига нефикцијe 2017. године.[4]
- Хомо деус је био у ширем избору за Велкамову књижну награду 2017. године.[5]

## Пријем
Хомо деус је рецензиран у Њујорк тајмсу, Гардијану, Економисту, Њујоркеру, НПР-у, Фајненшал Тајмсу и Тајмс хајер еџукејшону који су објавили рецензије и чланке о књизи. Статистика на веб-сајту Бук маркс каже да је 43 % критичара оценило књигу „веома позитивно (с великим ентузијазмом)”, док је остатак критичара изразио или само „позитивне” (29 %) или „мешане” (29 %) утиске, на основу узорка од седам рецензија.
Пишући у Гардијану, Дејвид Ранцимен похвалио је оригиналност и стил писања аутора, али је и нагласио да делу недостаје емпатије према хомосапијенсу. У рецензији даље говори да Харари брине о судбини животиња у људском свету, док с друге стране о будућности хомосапијенса у свету вођеном подацима пише са крајњом равнодушношћу. Ипак, Ранцименова рецензија генерално је позитивна.
Пишући у Часопису еволуције и технологије, Алан Макеј је оспорио Хараријеве тврдње о људској алгоритмичкој агенцији.

## Преводи
Књига је преведена на следеће језике:
- енглески, септембар 2016.
- шпански, октобар 2016.
- португалски, новембар 2016.
- турски, децембар 2016.
- кинески, јануар 2017.
- немачки, фебруар 2017.
- холандски, фебруар 2017.[17]
- мађарски, април 2017.
- хрватски, мај 2017.
- италијански, мај 2017.
- корејски, мај 2017.
- фински, септембар 2017.
- француски, сепптембар 2017.
- норвешки, новембар 2017.
- грчки, децембар 2017.
- перскијски, фебруар 2018.
- литвански, март 2018.
- румунски, март 2018.
- руски, март 2018.
- бугарски, април 2018.
- пољски, април 2018.
- украјински, мај 2018.
- албански, јун 2018.
- вијетнамски, јул 2018.
- јапански, септембар 2018.
- српски, септембар 2018.[18]
- марати, новембар 2018.
- дански, август 2018.